# Podlesie (powiat konecki)
Podlesie – wieś w Polsce położona w województwie świętokrzyskim, w powiecie koneckim, w gminie Radoszyce.
W latach 1975–1998 miejscowość należała administracyjnie do województwa kieleckiego.
Wierni Kościoła rzymskokatolickiego należą do parafii Świętych Apostołów Piotra i Pawła w Radoszycach.